# Callbook

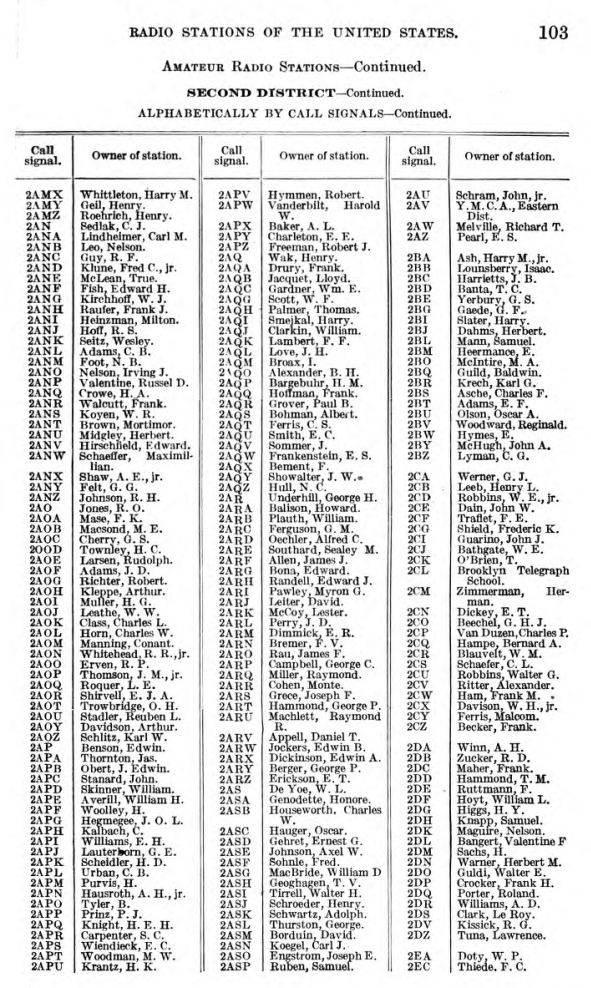
Callbook z 1919 roku, w którym spisano komercyjne i rządowe stacje radiowe w USA.

Callbook – skorowidz znaków wywoławczych krótkofalowców.
Pierwotnie spis ten podobny był do książki telefonicznej i zawierał imiona i adresy licencjonowanych stacji radiowych na danym obszarze (hrabstwo, stan). Pierwszy callbook opublikował w Stanach Zjednoczonych w roku 1909 amerykański 
miesięcznik Modern Electrics.
Dzisiaj głównym celem callbooka jest umożliwienie krótkofalowcom wysłanie pocztą potwierdzenia przeprowadzonej łączności, którym jest karta QSL.
Współcześnie callbook jest olbrzymią bazą danych krótkofalowców całego świata dostępną zarówno w postaci wydawnictwa CD (DVD) jak i on-line. Najbardziej znanymi internetowymi callbookami są  QRZ.COM, HamCall, DXInfo,  QSLInfo lub Buckmaster.
W Polsce dostępne są internetowe callbooki Polski Callbook PZK, QRZ.PL, Callbook SP plus.